# Amphiglossus andranovahensis
Espèce
Synonymes
- Scelotes andranovahensis Angel, 1933

Statut de conservation UICN

 DD  : Données insuffisantes
Amphiglossus andranovahensis est une espèce de sauriens de la famille des Scincidae.

## Répartition
Cette espèce est endémique de Madagascar.

## Publication originale
- Angel, 1933 : Lézards nouveaux de Madagascar appartenant au genre Scelotes. Extrait du Bulletin de la Société Zoologique de France, vol. 41, p. 294-296.